# Harold L. Ickes

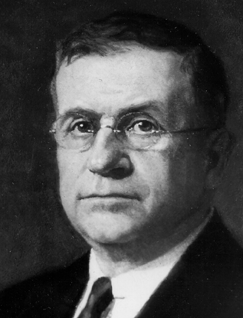
Harold LeClair Ickes

Harold LeClair Ickes (* 15. März 1874 in Frankstown Township, Pennsylvania; † 3. Februar 1952 in Washington, D.C.) war ein amerikanischer Politiker, der von 1933 bis 1946 dem US-Kabinett als Innenminister angehörte.
Ickes machte 1897 an der University of Chicago seinen Abschluss als Bachelor of Arts, um anschließend als Zeitungsreporter für den Chicago Record und später für die Chicago Tribune zu arbeiten. 1907 wurde er als Doktor der Rechtswissenschaften promoviert.
Seine politische Karriere begann er bei den Republikanern, bevor er 1912 der Progressive Party von Theodore Roosevelt beitrat.
1933 wurde er von Franklin D. Roosevelt zum Innenminister berufen. Diese Position hielt er bis 1946 inne. Nach ihm benannt sind die Ickes Mountains, ein Gebirge in der Antarktis.

## Ansiedlung von Juden in Alaska
1940 stellte Ickes als Roosevelts Innenminister einen Antrag im Kongress, der abgelehnt wurde, die durch die antisemitische Politik Deutschlands gefährdeten Juden aus humanitären Gründen angesichts der Vertreibung der Juden aus Deutschland in Alaska anzusiedeln.
Der grundsätzliche Gedanke des Plans war, die jüdischen Flüchtlinge für eine begrenzte Zeit auf dem damaligen  Territorium von Alaska anzusiedeln, um sie nach dem Krieg wieder zurückkehren zu lassen. Diese gescheiterte Initiative ist Grundlage des Romans „Die Vereinigung jiddischer Polizisten“ von Michael Chabon.